# Twin City
Twin City is een plaats (city) in de Amerikaanse staat Georgia, en valt bestuurlijk gezien onder Emanuel County.

## Demografie
Bij de volkstelling in 2000 werd het aantal inwoners vastgesteld op 1752.
In 2006 is het aantal inwoners door het United States Census Bureau geschat op 1791, een stijging van 39 (2,2%).

## Geografie
Volgens het United States Census Bureau beslaat de plaats een oppervlakte van
9,3 km², geheel bestaande uit land. Twin City ligt op ongeveer 94 m boven zeeniveau.

## Plaatsen in de nabije omgeving
De onderstaande figuur toont nabijgelegen plaatsen in een straal van 24 km rond Twin City.